# Arethas der Lahme
Arethas der Lahme (* unbekannt; † 569) war als al-Harith V. ibn Dschabalah ein König der Ghassaniden (529–569) und einer der bedeutendsten Vasallen von Byzanz bzw. Ostrom im 6. Jahrhundert.
Arethas wurde Nachfolger seines Vaters Gabalas (Jabalah ibn al-Harith). Als Vasall der Byzantiner führte er die Kämpfe gegen die persischen Sassaniden, um die Grenze des byzantinischen Syrien zu schützen. Zu andauernden Kämpfen kam es mit dem arabischen Stamm der Lachmiden, die als Vasallen der Sassaniden den Irak vor den arabischen Stämmen schützen sollten. Um die Macht der Lachmidenkönige auszugleichen, erhob Kaiser Justinian I. Arethas zum König und obersten Phylarchen der mit Byzanz verbundenen arabischen Stämme. Während der Feldzüge an den Euphrat geriet ein Sohn des Arethas in die Gefangenschaft der Lachmiden, die ihn ihrer Göttin al-Uzza opferten. Als Vergeltung wurde darauf der Lachmidenherrscher Mundir III. in einer Schlacht besiegt und getötet. Auf Grund dieser Erfolge wurde Arethas mit dem Titel des Patricius ausgezeichnet.
Unter seiner Herrschaft verbreitete sich auch das monophysitische Christentum unter den Ghassaniden. Bei Kaiserin Theodora I. erreichte Arethas im Jahr 542 die Bestellung des Mönches Yaʿqōḇ Burdʿāyā zum Bischof, der der lange verfolgten monophysitischen Kirche neue Dynamik brachte.
Nachfolger von Arathas wurde dessen Sohn al-Mundir (569–581).